# Weihrauch HW 30 M/II

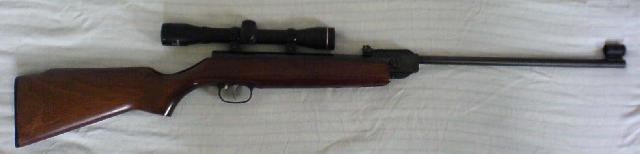
Weihrauch HW 30

Das Weitschussluftgewehr Weihrauch HW 30 M/II ist ein starkes und robustes Einzellader-Luftgewehr.
Beim Modell HW 30 M/II handelt es sich um ein Kipplaufsystem mit Kugelverschluss. Es ist mit einer automatischen Sicherung, einer Mikrometer-Visierung und, neben anderen Varianten, mit einem schwarz-anthrazit lackierten Schaft ausgestattet. 
Am Mündungsende des Laufes lassen sich ein schwarz eloxiertes Laufgewicht oder eine Mündungsbremse anbringen. Geschossen wird aus Präzisionsgründen vorwiegend mit Diabolos.
- Kaliber: 4,5 mm
- Länge: 98,5 cm
- Lauflänge: 39,5 cm
- Gewicht: 2,5 kg (ohne Laufgewicht oder Mündungsbremse)